# Medaglia del giubileo del 1896
La medaglia del giubileo del 1896 (Jubilee medal 1896) fu un'onorificenza fondata dal duca Federico I di Anhalt nel 1896 per celebrare il proprio 25º anniversario di ascesa al trono.

## Storia
La medaglia fu istituita dal governo del ducato di Anhalt per celebrare il 25º anniversario di ascesa al trono del duca Federico I di Anhalt nel 1896, e venne concessa a tutto il personale in servizio o di riserva delle forze armate che ha completato cinque anni di servizio regolare al 1896, oltre che ai membri della famiglia ducale.

## Descrizione
- La medaglia è composta di una disco d'argento avente sul diritto l'immagine del sovrano di tre quarti di profilo a destra, mentre sul retro è presente un'allegoria della gloria che sostiene gli scudi con due date, 1871 e 1896, delimitanti appunto gli estremi del 25° celebrato con l'emissione della medaglia.
- Il nastro era bianco, verde, rosso, verde, bianco.